# Yonas Kifle

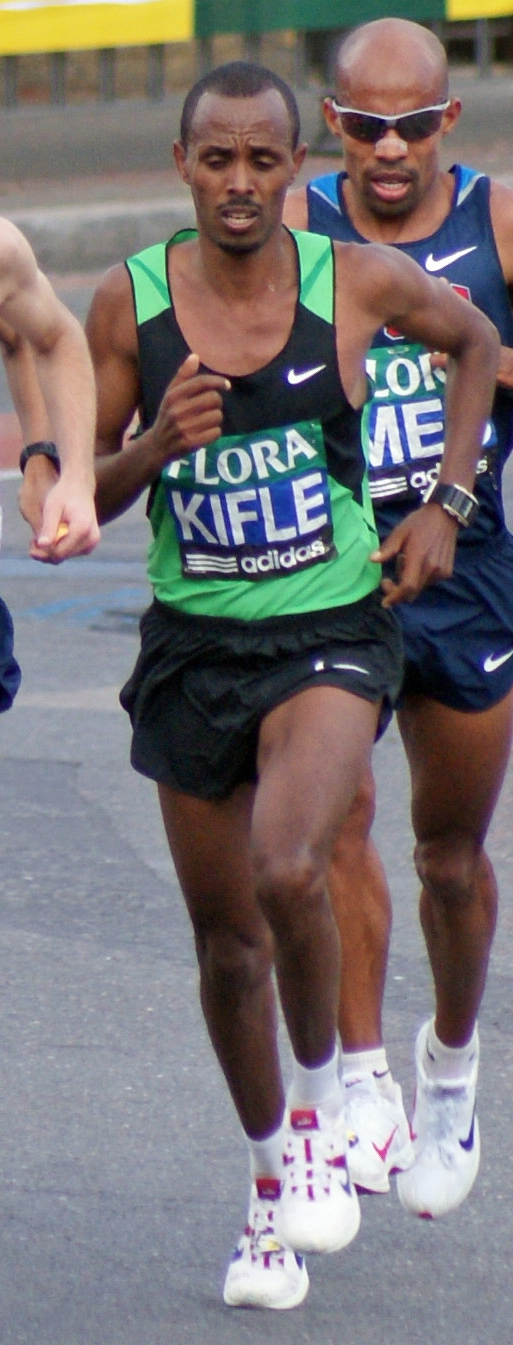
Yonas Kifle beim London-Marathon 2009

Yonas Kifle (* 5. November 1977 in Adi Billai) ist ein eritreischer Langstreckenläufer. 
Bei drei Weltmeisterschaften und drei Olympischen Spielen repräsentierte er bislang sein Land. Bei den Weltmeisterschaften 1999 und der Weltmeisterschaften 2001 scheiterte er im Vorlauf des 5000-Meter-Laufs, bei den Olympischen Spielen 2000 schied er im Vorlauf des 10.000-Meter-Laufs aus, bei den Spielen 2004 belegte er den 14. Platz über 10.000 m, und bei den Weltmeisterschaften 2005 wurde er über dieselbe Distanz Elfter.
Bei den Crosslauf-Weltmeisterschaften kam er bislang dreimal unter die ersten zehn (2002, 2004 und 2006). Seine eigentliche Stärke ist jedoch der Straßenlauf. Bei den Halbmarathon-Weltmeisterschaften 2002 wurde er Vierter, zwei Jahre später holte er beim selben Wettbewerb Bronze, und bei den Straßenlauf-Weltmeisterschaften 2007 wurde er Fünfter in 59:30 min. Kurz danach gab er sein Debüt auf der Marathonstrecke und verbesserte als Fünfter des Amsterdam-Marathons mit 2:07:34 h den nationalen Rekord von Yared Asmerom um fast acht Minuten.
Beim Marathon der Olympischen Spiele 2008 in Peking lief er das rasante Tempo der fünfköpfigen Spitzengruppe bis Kilometer 35 mit, erlitt dann aber einen schlimmen Einbruch und fiel bis ins Ziel auf Platz 36 zurück. 2012 nahm er zum vierten Mal an Olympischen Spielen teil. Wieder startete er im Marathon und belegte Platz 58.
Kifle ist Athletenbotschafter der Entwicklungshilfeorganisation Right to Play.